# David Hooper
David Vincent Hooper (Reigate, 31 de agosto de 1915 – mayo de 1998), fue un jugador y escritor de ajedrez británico. Como amateur, empató en el quinto puesto en el Campeonato de Ajedrez Británico de 1949 celebrado en Felixstowe.  Además, fue campeón absoluto del Reino Unido en ajedrez por correspondencia en 1944 y campeón de Londres en 1948. Participó con el equipo británico en las Olimpiadas de Ajedrez de Helsinki de 1952. Hooper fue un experto en los finales de partida y en la historia del ajedrez del siglo XIX. Es conocido especialmente por haber escrito, junto a Ken Whyld, una obra de referencia en el mundo del ajedrez, The Oxford Companion to Chess (1992). También son destacables, Steinitz (Hamburgo, 1968, en alemán) y A Pocket Guide to Chess Endgames (Londres, 1970).

## Obras
- Hooper, David (1970). A Pocket Guide to Chess Endgames (en inglés). Bell & Hyman. ISBN 0-7135-1761-1.
- Euwe, Max; Hooper, David (1959).  Dover (1976 reedición), ed. A Guide to Chess Endings (en inglés). ISBN 0-486-23332-4.
- Hooper, David; Whyld, Kenneth (1992). The Oxford Companion to Chess (en inglés) (2ª edición). Oxford University Press. ISBN 0-19-280049-3.
- Hooper, David (1968). Practical Chess Endgames (Chess Handbooks) (en inglés). Law Book Co of Australasia. ISBN 0-7100-5226-X.
- Cafferty, Bernard; Hooper (1979). A Complete Defence to 1P-K4: A Study of Petroff's Defence (en inglés) (2ª edición). Pergammon Press. ISBN 0-08-024088-7.
- Cafferty, Bernard; Hooper, David (1981). A Complete Defence to 1d4: A Study of the Queen's Gambit Accepted (en inglés). Pergammon Press. ISBN 0-08-024102-6.
- Hooper, David; Brandreth, Dale (1975). The Unknown Capablanca (en inglés). B.T. Batsford. ISBN 978-0-486-27614-4.